# أرض اللواء (حلوان)
أرض اللواء هي أحدى مناطق حي حلوان، تقع بالمنطقة الجنوبية محافظة القاهرة وهي من المناطق المطورة الحديثة، ويقع به جراج هيئة النقل العام للترام.

## الموقع الجغرافي
المساحة;
تبلغ المساحة الكلية : 13 كم2 والمساحة المأهولة : 4.895 كم2
الحدود الإدارية للحي;
الحد الشرقى : ظهير صحراوى ومدينة 15 مايو.
الحد الغربى :نهر النيل .
الحد الشمالى : مدينة حلوان وضاحية كفر العلو .
الحد الجنوبى :فى الجنوب التبين.

## المواصلات

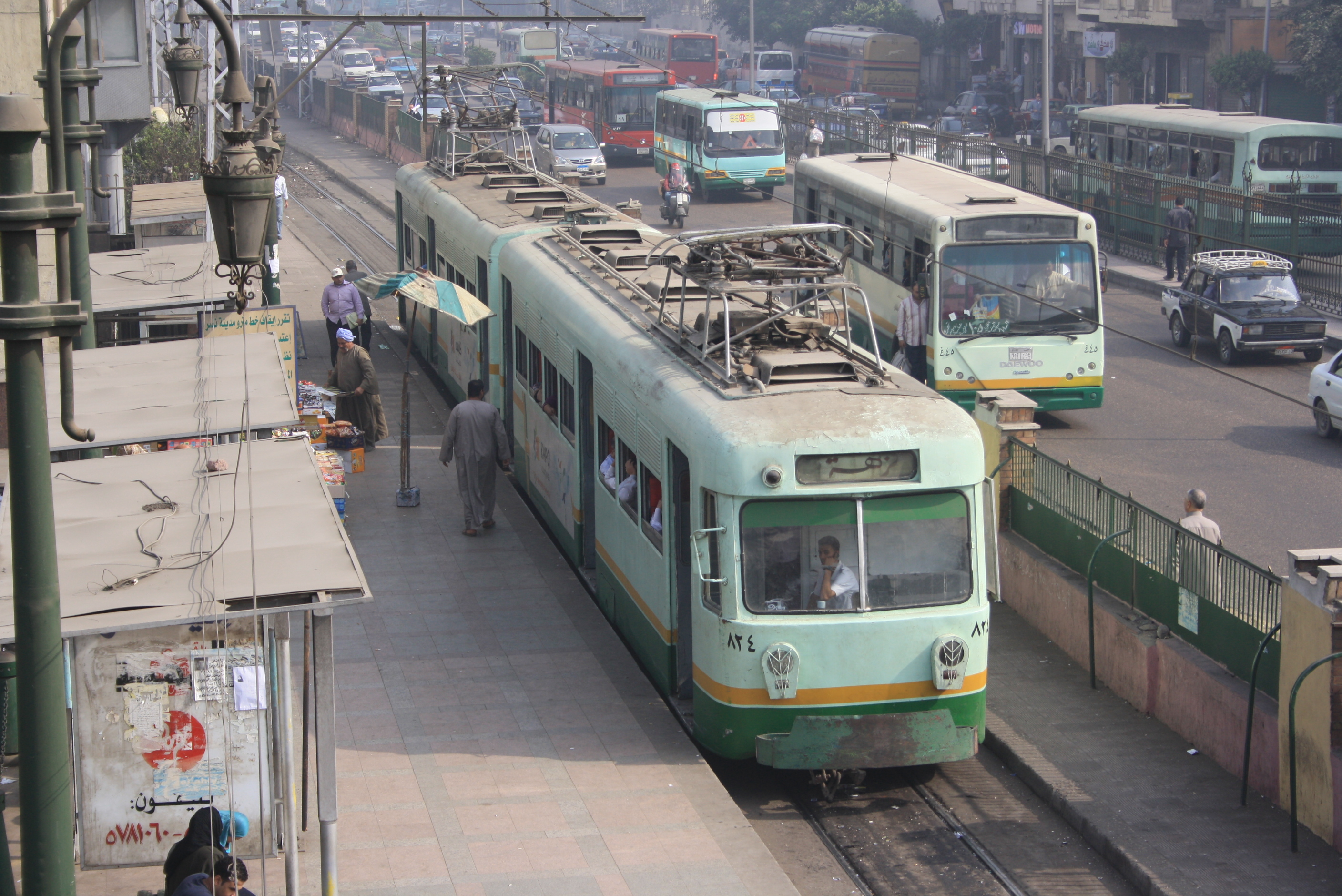
ترام حلوان في 2009

شبكة المواصلات بالمدينة موقف سرفيس وشبكة ترام ولكن متوقفة بالوقت الحالي نتيجة الإهمال. وتعاني المدينة من قلة المواصلات نسبياً بعد توقف حركة الترام به.
الترام
يعود تاريخ ترام القاهرة أو ترام حلوان إلى ثمانينات القرن الماضي، حينما قررات الحكومة وقتها إنشاء خط لترام ليقوم بتوصيل العمال الي المناطق الصناعية داخل المدينة ومن تلك الخطوط ذلك الخط الذي يربط بين حلوان والتبين لخدمة منطقة مصانع الحديد والصلب.
وقد بدأ العمل في هذا الخط عام 1979.
وكان من أهم وسائل المواصلات التي كانت تخدم عمال المصانع بحلوان, إلا أن يد الإهمال أصابته بالأعطال نتيجة عدم الصيانة الدورية له, مما جعل العمال يلجأون إلي استخدام وسائل مواصلات بديلة.
كان مسار الترام منطقتين هما مدينتي التبين و15 مايو كان الترام يمر بـ 20 محطة تبدء من 15 مايو وتمر بحلوان حتي تصل الي التبين وكان مستودع الترام بالمدينة،وشهد انكماشاً في عدد المحطات إلي أن توقف بعد ثورة 25 يناير، نتيجة أعمال السرقة التي لاحقت به من سرقة أعمدة التشغيل، والكابلات والخطوط الخاصه به.

## مشاكل المدينة
تعد مشكلة العشوائيات من مشكلات المدينة التي ازدادت أوضاعها مع الزيادة السكانية التي شهدتها المدينة منذ التسعينات ومشاكل التلوث من أدخنة للمصانع هناك، والتي قلت حالياً بعد إغلاق العديد من المصانع والشركات بالمنطقة، شهدت الضاحية تطوير من رصف والخدمات الأساسية.

## السكان والمناطق
السكان مدينة أرض اللواء ذات تعداد سكاني منخفض نسبياً، فقد بلغ عدد سكانها 4325 نسمة حسب الإحصاء الرسمي لعام 2021. وطبيعية السكان هم المهاجرين من المحافظات المختلفة.

## أنظر أيضًا
- حلوان البلد
- حلوان
- التبين
- كفر العلو
- ترام القاهرة